# Diego de Deza
Diego de Deza y Tavera (ur. 1444 w Toro, zm. 9 czerwca 1523 w Cantillana) – hiszpański duchowny katolicki, dominikanin.
Wstąpił do zakonu dominikańskiego w 1470 roku i został przeorem Santo Domingo. Był także wychowawcą księcia Jana z Asturii (1478-1497), jedynego syna królów hiszpańskich Izabeli I Kastylijskiej i Ferdynanda II Aragońskiego, który przeżył dzieciństwo.
Stopniowo piął się do góry na szczeblach kariery kościelnej, zostając kolejno 14 kwietnia 1494 biskupem Zamory, Salamanki (1494-1497), Jaén (1497-1500), Palencii (1500-1504) i na końcu wreszcie arcybiskupem Sewilli (od 30 października 1504 aż do śmierci). Był jednym z głównych protektorów Krzysztofa Kolumba w okresie jego oczekiwań na zgodę na sfinansowanie przez hiszpańską parę królewską jego wyprawy przez Atlantyk.
24 listopada 1498 Diego Deza został mianowany Wielkim Inkwizytorem Kastylii, Leonu i Grenady, zastępując zmarłego dwa miesiące wcześniej Tomasza Torquemadę. Rok później rozszerzono jego jurysdykcję także na kraje korony aragońskiej. Podobnie jak Torquemada był oskarżany o nadgorliwość w wykonywaniu tej funkcji. Jego reputacji szczególnie zaszkodziło tolerowanie nadużyć i okrucieństwa inkwizytora Diego Lucero z Kordoby. W 1507 Lucero oskarżył o kryptojudaizm powszechnie szanowanego arcybiskupa Grenady Hernando de Talavera, co sprowokowało protest papieża Juliusza II i interwencję króla Ferdynanda I. Przeprowadzone z rozkazu króla śledztwo wykazało tak liczne i poważne nadużycia inkwizytora Lucero, że skompromitowany popieraniem go Diego de Deza musiał złożyć dymisję z funkcji wielkiego inkwizytora (5 czerwca 1507). Ostatnie lata życia Deza spędził w swoim arcybiskupstwie w Sewilli (archidiecezja sewilska obejmowała wówczas rozległe tereny w Nowym Świecie), przyczyniając się do rozwoju miejscowego uniwersytetu. Zmarł w Cantillana koło Sewilli w wieku 79 lat.